# Abdállah Blínda
Abdállah Blínda (arabul: عبد الله بليندة); 1951. szeptember 25. – Rabat, 2010. március 17.) marokkói válogatott labdarúgó, labdarúgóedző, kézilabdázó.

## Pályafutása
A labdarúgás előtt kézilabdázó volt és szerepelt marokkói férfi kézilabda-válogatottban is. Labdarúgó-pályafutását a FUS Rabat csapatában töltötte az 1970-es években és 6 alkalommal játszott a marokkói válogatottban. 
Edzőként dolgozott a marokkói U20-as válogatottnál és a FUS Rabat, majd a Raja Casablanca együttesénél. 1993-ban kinevezték a marokkói válogatott szövetségi kapitányának és kivezette a csapatot az 1994-es világbajnokságra, ahol nem jutottak tovább a csoportkörből.
2010. március 17-én, 59 éves korában hunyt el szívinfarktusban.